# Умаров Маміхан Мухадієвич
Умаров Маміхан Мухадієвич (17 березня 1977, м. Аргун, ЧІАРСР — 4 липня 2020, Відень, Австрія) — чеченський політичний емігрант та блогер, відомий критикою Путіна та Рамзана Кадирова. Убитий російським кілером поблизу Відня.

## Життя в Чечні
Народився в чеченській родині в Аргуні, жив у с. Мескер-Юрт, що у Шалінському районі Чечні. Після проголошення незалежності Чеченської республіки Ічкерія, з 1997 до 1999 р. працював слідчим у слідчому управлінні апарату голови Міністерства шаріатської державної безпеки.

## Еміграція
2005 року через загрозу життю емігрував з ЧРІ. Одержав політичний притулок, а згодом і громадянство Австрії (паспорт на ім'я Бек Мартін). З 2008 р. співпрацював з австрійськими спецслужбами. Став відомим серед чеченської аудиторії автором політичного відеоблогу, що мав понад 10 тисяч підписників. Гостро критикував російську владу та особисто Рамзана Кадирова. Перше відео каналу датоване 9 квітня 2020 року, а останнє — 3 липня. Всього на каналі опубліковано 30 відео. Популярність роликів Умарова коливається від 100 до 500 тисяч переглядів.
2020 року в інтерв'ю розповів, що з 2017 співпрацював з українськими спецслужбами, зокрема, попередив Ігоря Мосійчука та Адама Осмаєва про одержання замовлення з Чечні на їхнє вбивство. Був головним свідком у справах про напад на Аміну Окуєву і її чоловіка Адама Осмаєва (30 жовтня 2017 року невідомі розстріляли їхнє авто під Києвом — Окуєва загинула, Осмаєв зазнав поранення) та теракту в Києві під телеканалом «Еспресо» (25 жовтня 2017, на тоді ще народного депутата Мосійчука вчинили замах: його поранено, унаслідок замаху загинули кілька людей).
Заявляв про те, що спецоперація з викриття російських кілерів, на яку погодився за наполяганням СБУ, була згорнута після приходу до влади Володимира Зеленського та Івана Баканова. Також публічно заявив, що незважаючи на пропозицію СБУ приїхати до України, аби владнати ситуацію зі спецоперацією, яка зі слів Умарова та Масійчука була припинена, 22 грудня 2019 р. не зміг потрапити до України через пункт перетину кордону «Тиса» у зв'язку з відмовою у в'їзді.

## Вбивство
Був вбитий пострілом у потилицю в передмісті Відня, біля торгового центру G3, о 19.30 в суботу, 4 липня 2020 року. Австрійська поліція повідомила, що вбивцю, чеченця за національністю, затримали за допомогою оперативної реакції та застосування гелікоптера. Коли ж поліція знайшла стрільця, він здався без опору.
За даними Громадського телебачення, Умаров проходив свідком у справі про вбивство Окуєвої, і саме його свідчення допомогли оголосити підозру ймовірному організатору вбивства. 6 липня поліція Австрії затримала двох чеченців у справі про вбивство, а сім'ю Умарова взяли під охорону. Поліція мала дві версії вбивства: замовне вбивство або побутовий конфлікт.